# Dar al-Hikma
Dar Al-Hikma (en arabe : دار الحكمة, Maison de la sagesse) était une ancienne université de l'époque du califat des Fatimides, située en Égypte.
Cette Maison de la sagesse et du savoir fut construite en 1004 par le sixième calife fatimide Al-Hakim bi-Amr Allah. Ce dernier a ordonné la construction d'une autre mosquée au Caire en plus de celle déjà existante, la mosquée Al-Azhar. Cette nouvelle mosquée prit le nom de Al-Hakim. Al-Hakim bi-Amr Allah fit construire en même temps une école coranique (halaqa) pour enseigner le coran.
Dar Al-Hekma devient ainsi le centre fondamental de diffusion de la doctrine chiite.
Dar al-Hikma fut une bibliothèque et une université, regroupant des savoirs antiques. Les plus grands savants y étaient invites a délivrer leurs enseignements Ceux-ci recouvrirent des domaines scientifiques en langue arabe, la philosophie, l'astronomie, les mathématiques, la médecine et l'astrologie...